# Donzela-de-Andaman
A donzela-de-andaman (Pomacentrus alleni), é uma espécie de donzela endêmica do Mar de Andaman, no Oceano Índico. A espécie possui uma coloração azul neon muito chamativa, o que a torna alvo da pesca ornamental para aquários. Seu nome científico faz uma homenagem ao ictiólogo Gerald R. Allen, do Western Australia Museum, Austrália, ele ajudou a coletar as espécimes para estudo.
É uma espécie restrita ao Mar de Andaman, no Oceano Índico, portando é considerada uma espécie endêmica da região, podendo ser encontrada nos recifes rasos do Arquipélago de Andaman, costa da Índia, Myanmar e Tailândia.